# Vega Media del Segura
La Vega Media del Segura es una comarca de la Región de Murcia (España) situada entre el Valle de Ricote y la Huerta de Murcia. Su capital es Molina de Segura y se dedica fundamentalmente a la agricultura de regadío (cítricos y hortalizas), además de la industria conservera que de ésta deriva. 
Desde el punto de vista geográfico, también se denomina Vega Media del Segura a la conjunción de las vegas de Ceutí, Lorquí, Alguazas, Molina y Las Torres de Cotillas (las que forman la comarca administrativa ya descrita de la Vega Media) junto a la zona conocida como Huerta de Murcia, en donde el río Segura, tras pasar por el estrecho de la Contraparada, entra en la depresión prelitoral, en donde se encuentran Alcantarilla, la ciudad de Murcia, Beniel y Santomera. La conjunción de estas dos áreas también recibe el nombre de área metropolitana de Murcia. 

## Municipios
| Municipio              | Municipio              | Superficie | Población (2022) | Densidad          | Ayto. (2023) |
| ---------------------- | ---------------------- | ---------- | ---------------- | ----------------- | ------------ |
| Molina de Segura       | Molina de Segura       | 169,5 km²  | 74.726 hab.      | 440,86 hab./km²   | PP           |
| Las Torres de Cotillas | Las Torres de Cotillas | 38,8 km²   | 21.980 hab.      | 566,49 hab./km²   | PP           |
| Ceutí                  | Ceutí                  | 10,2 km²   | 12.391 hab.      | 1.214,80 hab./km² | PSOE         |
| Alguazas               | Alguazas               | 23,7 km²   | 9.965 hab.       | 420,46 hab./km²   | UXA          |
| Lorquí                 | Lorquí                 | 15,8 km²   | 7.510 hab.       | 475,32 hab./km²   | PSOE         |
| TOTAL                  | TOTAL                  | 258 km²    | 126.572 hab.     | 490,59 hab./km²   |              |

## Turismo

### Alguazas
Alguazas destaca por su pasado agrícola, que contrasta con el claramente industrial de otros municipios de la comarca. En él destaca el conjunto de la Torre Vieja o Torre de Los Moros, configurada como museo y situada en la pedanía de El Paraje, zona de gran atractivo natural junto al margen de los ríos Mula y Segura, además de sus tradiciones y festividades.
- Torre Vieja, del siglo XIII
- El baile de los Santos en Domingo de Resurrección.
- Iglesia parroquial de San Onofre, del siglo XVI (Bien de Interés Cultural)
- Ermita de la Purísima, siglo XVIII
- Fiestas patronales en honor de san Onofre y San Antonio (junio)
- Embalse de los Rodeos

### Ceutí
El Municipio de Ceutí cuenta con una gran variedad de recursos de tipo etnográfico, artístico y cultural, fruto de su importante historia industrial y agrícola, que ofrecen al visitante un amplio abanico de posibilidades. De ellas destaca su oferta de museos, encabezada por “La Conservera”.
- Centro de Arte Contemporáneo “La Conservera”.
- Museo Antonio Campillo.
- Fiestas patronales en honor de san Roque y Santa María Magdalena (agosto)
- Programación de su Auditorio

### Las Torres de Cotillas
En el municipio de las Torres de Cotillas, la gastronomía, el folclore y manifestaciones etnográficas singulares, su entorno natural (parajes del río) y sus festividades locales, se presentan como sus principales ofertas turísticas. Además posee algunos rasgos peculiares como "La Quema del Raspajo y monumentos que fundamentalmente parten de los siglos XVIII y XIX, como su iglesia parroquial o la casa señorial o palacete de los D´Estoup.

#### Eventos característicos
- Festival Internacional de Folclore
- Fiestas patronales en honor a Nuestra Señora de La Salceda (agosto)
- Quema del Raspajo Torreño.

#### Monumentos más destacados
- Iglesia de Nuestra Señora de La Salceda, S. XVIII.

El templo de Nuestra Señora de la Salceda es un edificio que ha sido recientemente restaurado. Este templo data de finales del siglo XVIII y fue ampliado a mediados y finales del siglo XIX, concluyendo su ampliación en el año 1902. Es por tanto un edificio datado del siglo XVIII pero con diversas ampliaciones y reformas efectuadas en estos más de 200 años.
Desde la ampliación del templo en el siglo XIX, en el templo se han producido diferentes reformas. Así durante la trágica Guerra Civil la inmensa mayoría de las imágenes fueron destruidas, incluida la imagen de la patrona. Se derribó la parte superior del campanario. Tras la Guerra Civil se procedió a la rehabilitación de todo el edificio. Por último en el año 2005 se emprendió un proyecto de reforma y restauración de todo el edificio y los resultados del mismo han provoocado la transformación de este edificio neoclásico pobre hacia un edificio de rico neoclásico.
De interés en su interior es digno visitar la capilla de Nuestro Padre Jesús o la de los D´Estoup, donde aún se conservan unos escudetes de fines del siglo XIX, el camarín de la virgen de la Salceda, la girola que circunda y el campanario, así como la propia imagen de la patrona, Nuestra Señora de la Salceda, realizada en 1941 por el gran escultor murciano Don Juan González Moreno.
- Palacete de los D´Estoup, S.XIX

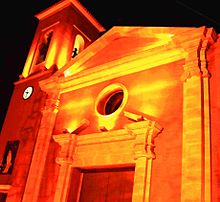
Iglesia de Nuestra Señora de la Salceda..

Casa solariega construida a mediados y fines del siglo XIX de estilo ecléctico. En dicho edificio podemos destacar su fachada basada en leones, blasones, rosetones, diversos arcos y adornos que sorprenden al visitante por su originalidad. Originalmente el edificio poseía una torre almenada la cual desapareció hace unos años. De su interior destacar su magnífica escalera del siglo XIX con un farol original de la época.
En cuanto a su historia podemos decir que hasta la Guerra Civil fue un edificio puramente burgués o solariego pero al llegar a la misma fue convertido en hospital y se quemó en dicho edificio una importante biblioteca que era considerada la segunda más importante de España.
Tras los numerosos destrozos de estos años el edificio quedó cerrado y en los años 60 la llegada de las Misioneras Divino Maestro y su idea de reconvertirlo en colegio dio vida a este antiguo edificio. Ellas son las encargadas de la conservación de los elementos que hemos citado y de otros, labor que desarrollan excelentemente bien con las necesarias transformaciones que el paso del tiempo va exigiendo pero manteniendo su esencia original y sabor al pasado torreño lo cual reconoce su labor educativa y cultural en el municipio.

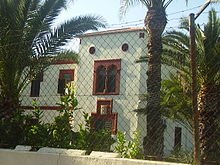
Casa señorial del.

- Peñeta de La Florida. S.XVI pero con base medieval .(Vestigio histórico- hidráulico  medieval). Declarado bien de Interés Catalogado.

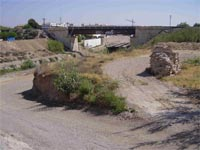
Peñeta de la Florida, con antecedentes medievales.

- Casas-cueva del Rodeo y Palomar Payá. S. XIX.

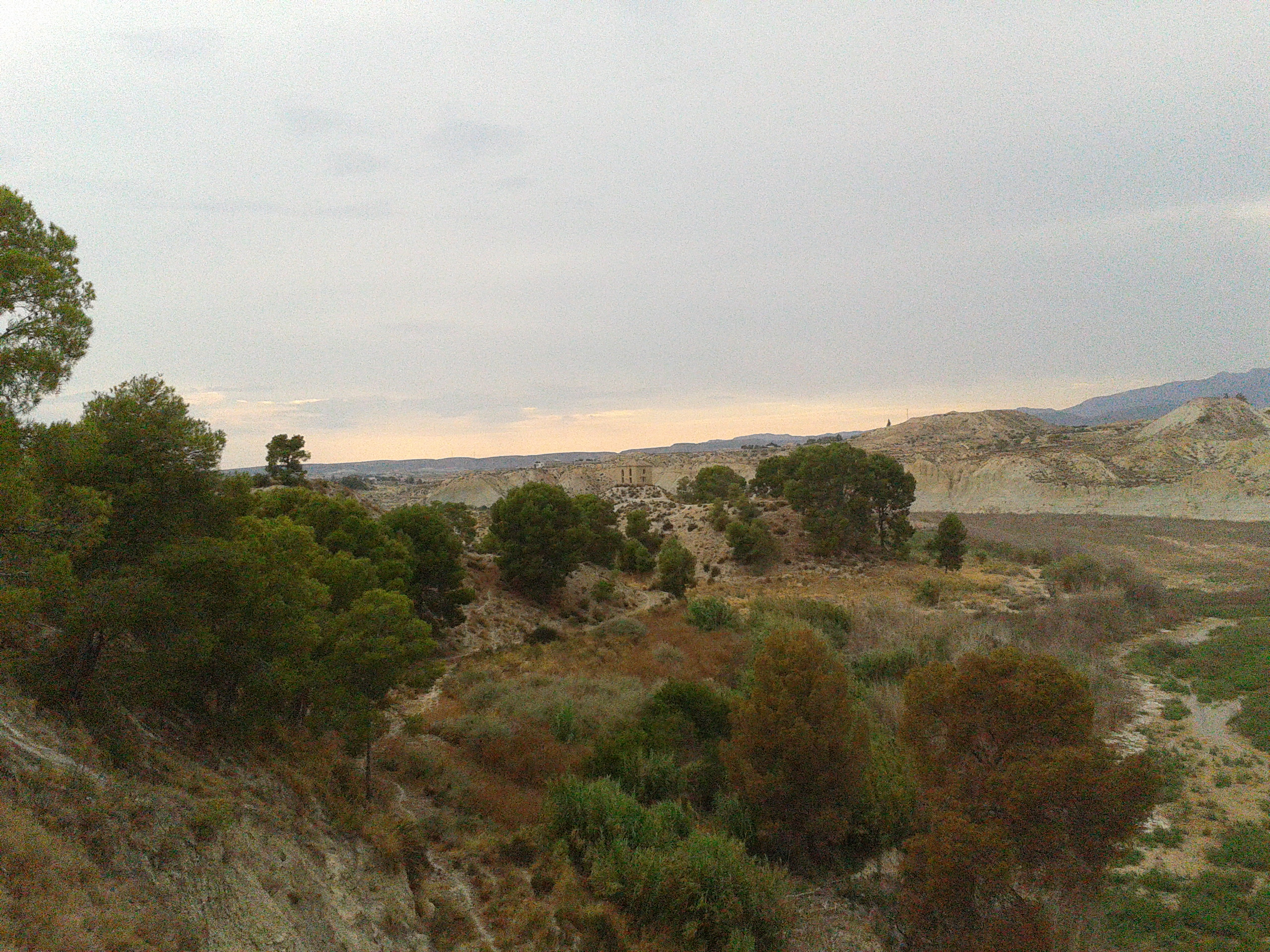
El Rodeo de la Ermita y su Palomar Payá al fondo de fines del.

- Estación del ferrocarril ( recientemente restaurada).Fines del siglo XIX.
- Ermitas de la Cruz y San Pedro (fines del siglo XIX).

#### Parajes Naturales
- Entorno Rambla Salada y albergue turístico. Excelente zona natural y de gran valor paisajístico.

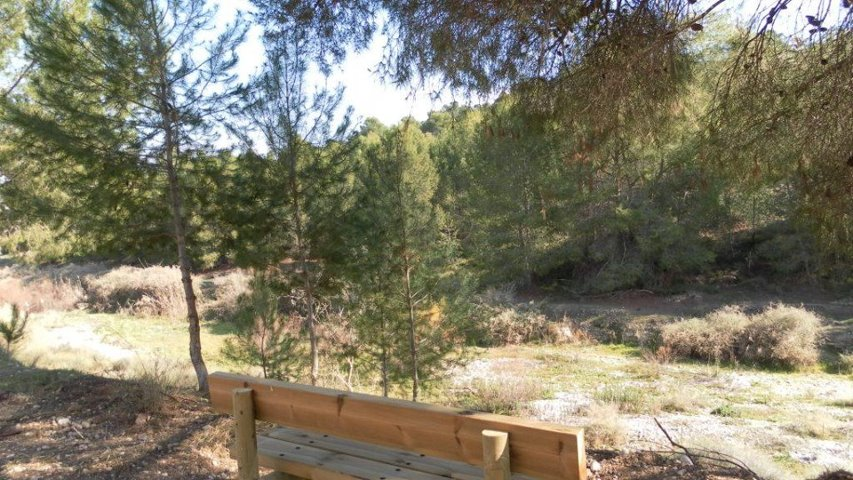
Rambla salada.

- Embalse de Los rodeos, situado en el cauce del río Mula y que tiene la consideración de Lugar de Importancia Comunitaria (LIC) por su interés ambiental.

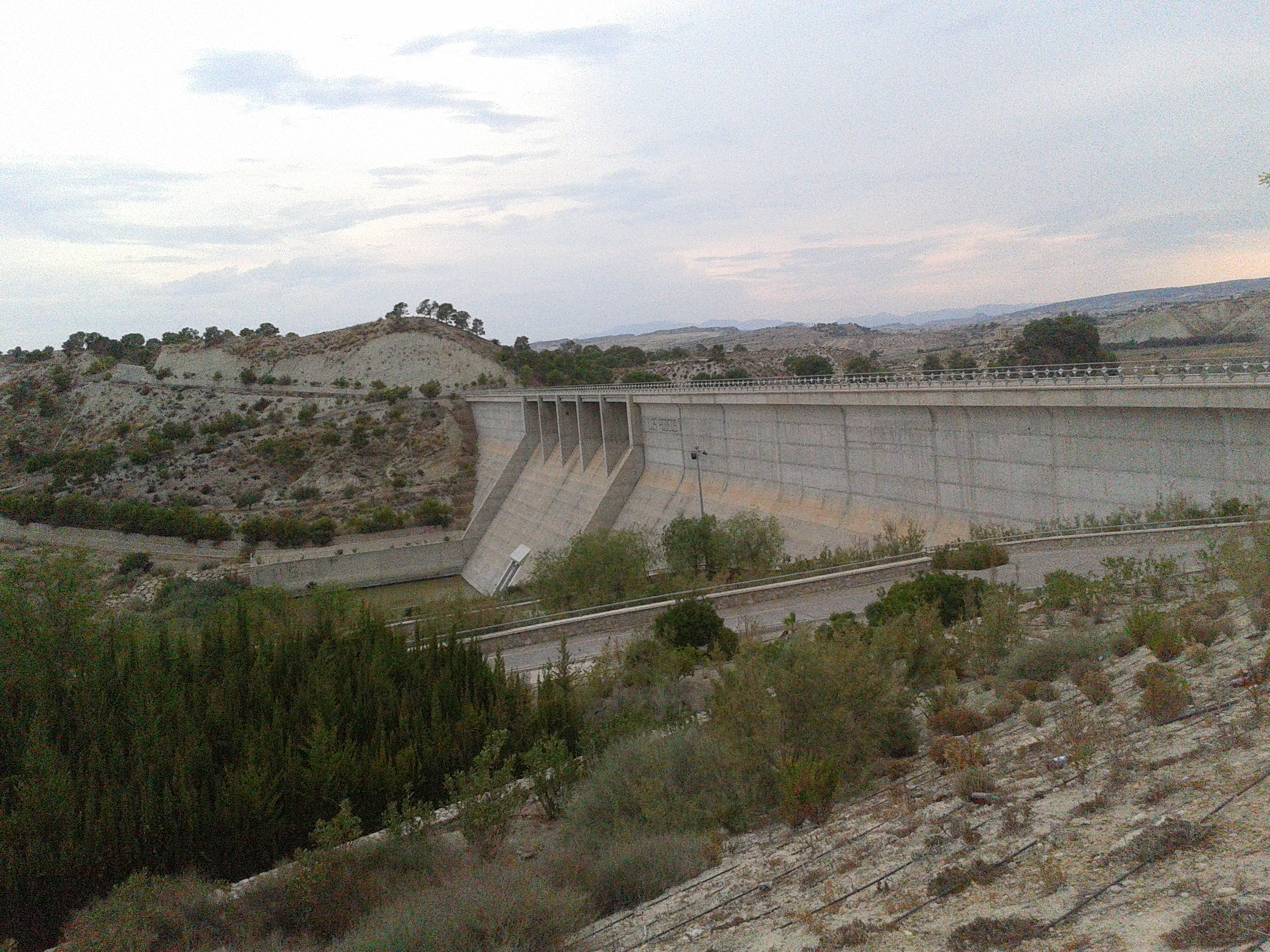
Presa Los Rodeos.

#### Instalaciones deportivas
Instalaciones deportivas de primer nivel con numerosos pabellones y zonas deportivas donde destaca su Complejo deportivo de piscina cubierta, pabellón polideportivo, entre otros,  y otro gran complejo deportivo situado enfrente.

#### Tradición
- Semana Santa de Las Torres de Cotillas (de orígenes en 1612). Cuenta con el Baile de los Pasos y sus Encuentros del Martes Santo y Domingo de Resurrección, así como peculiar caramelada como rasgos más identificativos y destacados, aglutinando a numeroso público asistente de toda la comarca por su alegría.

### Lorquí
El municipio de Loquí se encuentra marcado por la evolución desde su origen agrícola hasta el auge de la industria conservera, cuyo legado se hace presente por el gran número de norias y chimeneas en el municipio. También destaca de él el calificativo de “ciudad de Salzillo” por la presencia de obras escultóricas de este autor.
- Iglesia de Santiago Apóstol (Bien de Interés Cultural). Esculturas de Salzillo
- Chimeneas y norias
- Fiestas patronales en honor a Santiago Apóstol (julio)

### Molina de Segura
Molina de Segura, el municipio más poblado de la comarca de la Vega Media, se extiende desde las cumbres de Lúgar, La Pila o El Águila hasta la margen izquierda del Segura, ofreciendo al visitante una amplia muestra de los paisajes más representativos del Sureste español.
Vanguardia y tradición confluyen en una población heterogénea que, pese a la pujanza de su industria alimentaria, ha sabido conservar las huellas de su pasado.
Prueba de ello es la reciente apertura de tres museos dedicados a mantener vivas las tradiciones (El Horno, la Casa Carlos Soriano y La Albarda) y la puesta en valor del castillo árabe, que durante siglos había permanecido oculto a las miradas.
Una rica oferta gastronómica, un moderno teatro, el campo de golf de Altorreal o diversas rutas senderistas son sólo algunos de los atractivos que ofrece al visitante un municipio en constante ebullición que alberga a numerosos artistas y escritores y que nunca ha dejado de mirar al futuro.

## Evolución demográfica

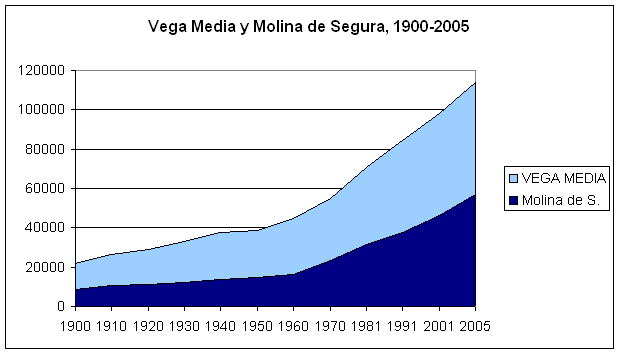
Cuadro 1
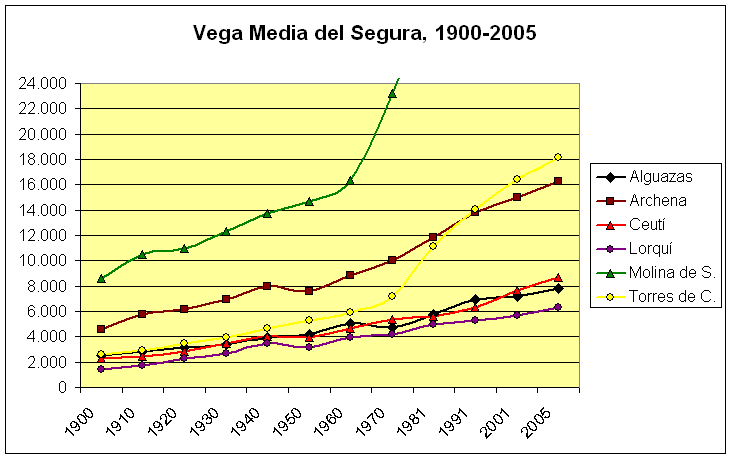
Cuadro 2
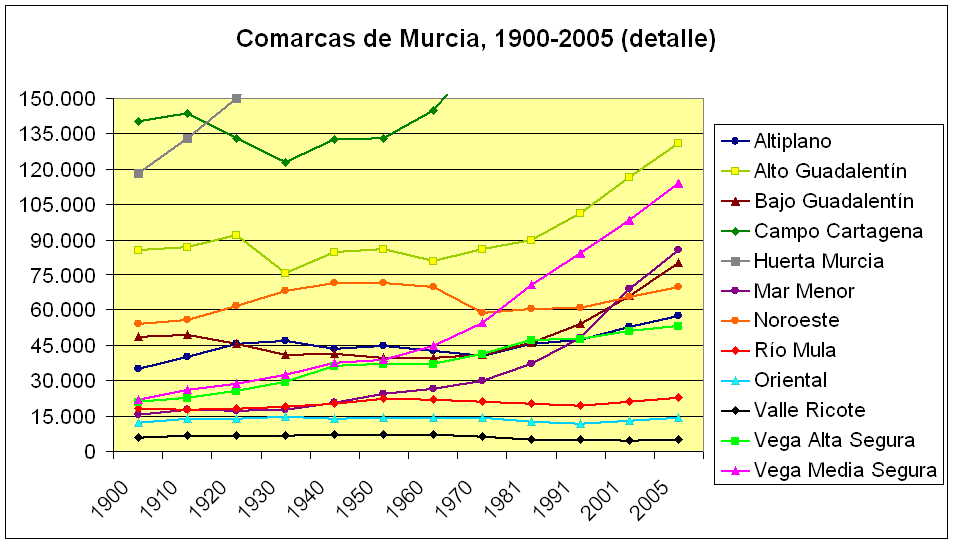
Cuadro 3
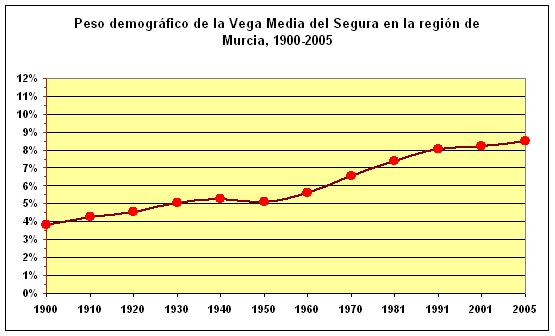
Cuadro 4

En el cuadro 1 puede verse la evolución demográfica del conjunto de la Vega Media (azul claro) y de Molina de Segura (azul oscuro) entre 1900 y 2005. En 1900, Molina representaba el 39,0% del total; en 1940 y 1960, el 36,3% y 36,5% (mínimos históricos); en 2005 su porcentaje ha ascendido hasta el 49,8% del total de la Vega Media. 
En el cuadro 2 puede verse la evolución demográfica de Alguazas, Ceutí, Lorquí, Las Torres de Cotillas y (parcialmente) Molina de Segura. Todos los municipios dibujan líneas ascendentes, con disminuciones nulas o escasas en el periodo crítico de 1950-1960. En el conjunto del periodo, Las Torres ha multiplicado su población por 7,0; y Molina de Segura, por 6,6. El promedio del factor de crecimiento de la comarca ha sido del 5,2: 22 095 habitantes en 1900, 113 905 habs. en 2005. Alguazas, con 3,1; Archena, con 3,5; y Ceutí, con 3,8, viven los crecimientos más bajos, que aun así resultan muy regulares y notables. 
En el cuadro 3 se refleja la evolución del conjunto de la comarca (línea fucsia) con respecto a las demás comarcas murcianas de menos de 200 000 habitantes. 
En el cuadro 4 se observa la evolución del peso relativo de la comarca respecto del total de la región: del 3,8% de 1900 se ha pasado al 8,5% de 2005, con una evolución ascendente interrumpida solo a mediados de siglo XX.